# 尼古拉·季莫费耶夫-列索夫斯基
尼古拉·弗拉基米罗维奇·季莫费耶夫-列索夫斯基（俄语：Николай Владимирович Тимофеев-Ресовский，羅馬化：Nikolay Vladimirovich Timofeyev-Resovskiy，1900年9月20日—1981年3月28日）是一位苏联生物学家，他在辐射遗传学、种群遗传学和微演化方面进行了研究，1966年获金伯遗传学奖，小行星3238以其姓氏命名。